# Ring Zwolle
De Ring Zwolle is een ringweg rond de Overijsselse stad Zwolle. Deze bestaat voor het grootste deel uit autoweg. Onderdeel van de ringweg zijn de IJsselallee, de Oldeneelallee, de Ceintuurbaan, de Zwartewaterallee, de Blaloweg en de Westenholterallee.
Almelo · Almere · Alkmaar · Alphen aan den Rijn · Apeldoorn · Assen · Barendrecht · Bergen op Zoom · Den Haag · Dordrecht · Eindhoven · Enschede · Groningen · 's-Hertogenbosch · Hilversum · Hoofddorp · Houten · Leeuwarden · Oud-Beijerland · Parkstad Limburg · Sneek · Tilburg · Utrecht · Weert · Zoetermeer · Zwolle

Ringwegen geheel uitgevoerd als autosnelweg: Amsterdam · Rotterdam

Opgeheven: Maastricht